# Shōkansai Iizuka
Shōkansai Iizuka (飯塚 小玕斎, Iizuka Shōkansai), nom véritable Shigetoshi Iizuka (飯塚 成年, Iizuka Shigetoshi), né le 6 mai 1919 dans le quartier Hongō (de nos jours arrondissement Bunkyō de Tokyo) – mort le 4 septembre 2004, est un vannier japonais, spécialiste de la sculpture sur bambou.

## Biographie
Le père de Shōkansai est le vannier Iizuka Rōkansai. À l'origine, Iizuka Mikio, frère ainé de Shōkansai, est destiné à hériter de l'entreprise familiale et Shōkansai doit-il étudier la peinture à l'huile à l'université des arts de Tokyo auprès de Fujishima Takeji. Cependant, la mort de Mikio en 1942 laisse Rōkansai sans héritier pour continuer la tradition familiale de l'art du bambou, aussi Shōkansai commence-t-il sa formation auprès de son père,. Son père est un professeur strict ; la première décennie d'apprentissage de Shōkansai est consacrée à la façon correcte de couper le bambou qu'il considère désormais un élément indispensable de son art.
À la fin des années 1940, Shōkansai soumet régulièrement des pièces à l'exposition Nitten organisée par l'Académie japonaise des arts et remporte un certain nombre de prix en compétition, dont le grand prix en 1954 et le prix du chrysanthème en 1960. Son travail est présent dans plus de 20 éditions de l'exposition. Il est finalement accepté comme membre à part entière du groupe Nitten en 1967. À cette époque, il a déjà fondé son propre groupe artistique, le Nihon Chikujinkai, avec d'autres artistes. Au milieu des années 1970, il commence à contribuer à l'exposition des arts traditionnels (Nihon Dentō Kōgei Ten) et élargit son répertoire aux vases, boîtes et autres conteneurs. Il remporte le prix du ministère de l'Éducation à sa première exposition et deux ans plus tard est invité à être juge du concours. Son travail est exposé au musée national d'art moderne de Tokyo et au musée des arts asiatiques de San Francisco et il est invité à Taïwan et d'autres pays pour enseigner sa technique de vannerie,. Entre 1979 et 1981, il est employé par le Bureau de la Maison Impériale pour cataloguer et rechercher les objets de bambou conservés dans le Shōsō-in, la maison du Trésor impérial.
En 1982 il est reconnu Trésor national vivant du Japon par l'association des artisans d'art du Japon et l'Agence pour les affaires culturelles.

## Source de la traduction
- (en) Cet article est partiellement ou en totalité issu de l’article de Wikipédia en anglais intitulé « Shōkansai Iizuka » (voir la liste des auteurs).